# Prix Yvonnick Bodin
Prix Yvonnick Bodin är ett montélopp för sex–tioåriga hingstar, valacker och ston som äger rum i december på Hippodrome de Vincennes i Paris i Frankrike. Det är ett Grupp 3-lopp, man måste minst ha sprungit in 54 000 euro för att få starta.
Loppet rids över 2700 meter på stora banan på Vincennes, med voltstart. Den samlade prissumman är 90 000 euro, och 40 500 euro i första pris.

## Vinnare
| 2024 | Filou d'Anjou     | Othello Bourbon  | Ines Fraigne         | Eric Beudard            | 1'11"5    |           |           |           |           |           |
| 2023 | Ésperanza Idole   | Quido du Goutier | Marius Durville      | Noël Langolois          | 1'12"0    |           |           |           |           |           |
| 2022 | Django du Bocage  | Real de Lou      | Estelle Croisic      | Stephane Meunier        | 1'12"4    |           |           |           |           |           |
| 2021 | Florida Sport     | Tornado Bello    | Loanne Fauchon       | Charles Antoine Mary    | 1'12"5    |           |           |           |           |           |
| 2020 | Brillant Madrik   | Lilium Madrik    | Mathilde Colas       | Laurent-Claude Abrivard | 1'13"3    |           |           |           |           |           |
| 2019 | Coach Franbleu    | Prince d'Espace  | Florent Guerineau    | Franck Leblanc          | 1'12"8    |           |           |           |           |           |
| 2018 | Beau de Grimoult  | Pacifique Gede   | Oceane Briand        | Franck Anne             | 1'12"9    |           |           |           |           |           |
| 2017 | Safari Dream      | Gai Brillant     | Lotita Balayn        | Loic Peschet            | 1'14"4    |           |           |           |           |           |
| 2016 | Tayson de Houelle | Insert Gede      | Yann Jublot          | Franck Leblanc          | 1'13"9    |           |           |           |           |           |
| 2015 | Kördes ej         | Kördes ej        | Kördes ej            | Kördes ej               | Kördes ej | Kördes ej | Kördes ej | Kördes ej | Kördes ej | Kördes ej |
| 2014 | Rire Mutin        | Bijou du Bignon  | Clara Dodard-Triguel | Edouard Coubard-Meunier | 1'13"7    |           |           |           |           |           |